# Jacob Bundsgaard
Jacob Bundsgaard Johansen (28. februar 1976 i Aarhus) er en dansk socialdemokratisk politiker, der har været borgmester i Aarhus Kommune fra 2011 til 2024. Han tiltrådte som borgmester efter Nicolai Wammen, der valgte at forlade sin post før tid for at stille op til Folketingsvalget 2011. Jacob Bundsgaard genvandt posten ifm. kommunalvalgene i 2013, 2017, og 2021.
Ved siden af borgmesterposten var Jacob Bundsgaard i valgperiode 2018 til 2022 formand for KL. Han var næstformand fra 2016 til 2018 og er igen næstformand fra 2022.
23. oktober 2024 meddelte Jacob Bundsgaard, at han træder tilbage som borgmester i Aarhus. Som hans efterfølger indstilles Anders Winnerskjold.

## Familie og opvækst
Jacob Bundsgaard er gift med cand.theol. Kirstine Helboe Johansen (født 1977) og sammen har de tre børn.
Han er født i Aarhus, vokset op i Brabrand og Skødstrup.
I 10. klasse var Jacob Bundsgaard på udveksling i Texas, USA. Bundsgaard har flere steder - eksempelvis på sin hjemmeside - refereret til udvekslingen som et ophold, der gjorde stort indtryk på ham og fik stor indflydelse på hans politiske virke. Jacob Bundsgaard har beskrevet, hvordan han i løbet af opholdet mødte fattige amerikanere, der, på trods af deres flittige arbejdsmoral, ikke havde en ærlig chance for at bryde med fattigdommen. Den uligevægt, som han oplevede i det amerikanske samfund, fik ham til at værdsætte den danske velfærdsmodel og vigtigheden af at kæmpe for lige muligheder blandt mennesker i samfundet.
Jacob Bundsgaard blev student i 1996 på Aarhus Katedralskole.
Jacob Bundsgaard er uddannet cand.scient.pol fra Aarhus Universitet.

## Politisk karriere
I 1997 blev han medlem af DSU og har siddet i byrådet i Aarhus Kommune siden 2002, hvor han samme år blev valgt som partiets politiske ordfører. Han var medlem af kulturudvalget fra 2002 til 2005. I 2009 blev han valgt til rådmand FO Kultur og Borgerservice og den 1. januar 2010 valgt til rådmand for magistratsafdelingen for Børn og Unge. Han fortsatte som rådmand frem til overtagelsen af borgmesterposten i august 2011.
Ved siden af borgmesterposten blev Jacob Bundsgaard den 8. marts 2018 valgt som formand for KL (Kommunernes Landsforening). Han overtog posten fra Martin Damm, der i stedet blev næstformand i KL. 17. marts 2022 fratrådte Bundsgaard posten som formand for KL og blev igen næstformand, mens Damm igen blev formand.

## Obama og Aarhus-modellen
I februar 2015 blev Jacob Bundsgaard inviteret af USA’s daværende præsident, Barack Obama, til at deltage i en konference i Det Hvide Hus angående antiradikalisering. Invitationen udsprang af en stigende interesse for Aarhus-modellen, der er en strategi i kampen mod ekstremisme blandt unge, der bygger på en kombination mellem en tydelig markering af værdier, tæt opfølgning og retslig konsekvens. Jacob Bundsgaard omtalte forud for rejsen til Det Hvide Hus invitationen som en stor anerkendelse af Østjyllands Politi og det stærke samarbejde på tværs af kommunen.

## Rodskud
“Kun menneskelige relationer skaber et reelt samfund” - det er et af de centrale budskaber i bogen ‘Rodskud’, som Jacob Bundsgaard i 2017 udgav i fællesskab med Vibe Klarup, formand for Frivilligrådet, og Johannes Lundsfryd, formand for den socialdemokratiske byrådsgruppe i Middelfart Kommune. Bogen debatterer de problematikker, der opstår, når staten overtager for meget af initiativet fra borgerne. Med afsæt i succesfulde civilprojekter som Venligboerne, Stop Spild af Mad, Samsø som bæredygtig ø og Sager der Samler i Aarhus, påpeger forfatterne vigtigheden af borgernes rolle i samfundsudviklingen. Med udgivelsen hylder Bundsgaard og medforfatterne græsrodsbevægelserne og civilsamfundets evne til at løse problemer i samfundet nedefra.